# Trichocera brevicornis
Trichocera brevicornis är en tvåvingeart som beskrevs av Alexander 1952. Trichocera brevicornis ingår i släktet Trichocera och familjen vintermyggor. Inga underarter finns listade i Catalogue of Life.